# Taseqite
La taseqite è un minerale appartenente al gruppo dell'eudialite.